# 肯塔基州议会
肯塔基总议会（Kentucky General Assembly），又称肯塔基议会（Kentucky Legislature），是美国肯塔基州的立法机构。肯塔基州议会为两院制，包含肯塔基参议院和肯塔基众议院。大会每年在法兰克福的州议会大厦举行会议，在1月第一个星期一之后的第一个星期二召开。肯塔基州州长可在任何时间和任何时间召开特别会议。
肯塔基参议院为上院，共38个席位，每届任期4年；肯塔基众议院为下院，共100个席位，每届任期2年。

## 历史
1792年，肯塔基州刚刚获得州地位，举行第一次会议。1992 年至 1995 年间，Boptrot 行动导致十几名立法者被定罪。调查还导致1993年通过了改革立法。

## 现任领导人
| #            | 领导人       | 现任              | 党派   | 任期             |
| ------------ | ------------ | ----------------- | ------ | ---------------- |
| 肯塔基参议院 | 参议院议长   | Katie Kratz Stine | 共和党 | 2005年1月4日—今  |
| 肯塔基众议院 | 众议院发言人 | Greg Stumbo       | 民主党 | 2009年1月12日—今 |

## 立法研究委员会
肯塔基总议会由一个由16名成员组成的无党派机构提供服务，该机构称为立法研究委员会。法改会成立于1948年，为大会提供人员和研究支助，包括委员会人员配备、法案起草、监督国家预算和教育改革、制作教材、维护参考图书馆和因特网网站，以及编写和印刷研究报告、资料公报和立法报纸。它由肯塔基州众议院和肯塔基州参议院的民主党和共和党民选领导人领导，而该机构则由一名主任日常管理。